# Flor dobrada

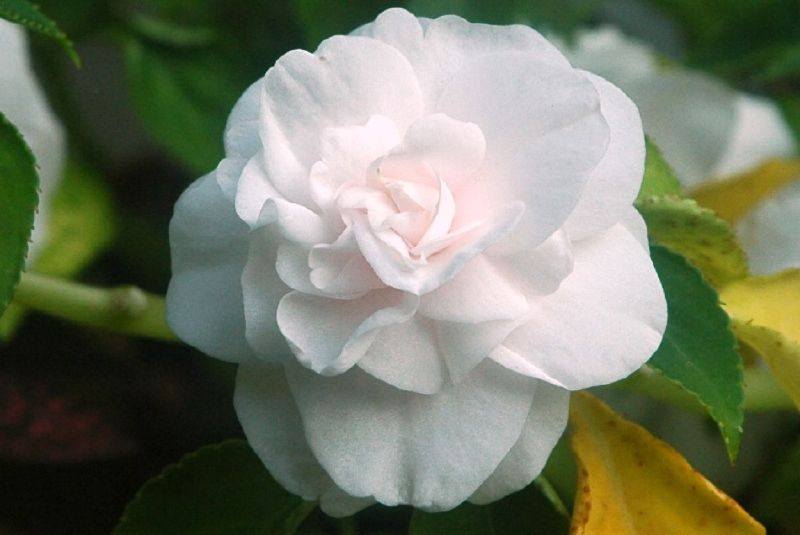
Uma variedade de flor dobrada de Impatiens walleriana.

Flor dobrada ou flor dupla (abreviado fl. pl.) é a designação dada em morfologia vegetal à forma das flores das variedades de plantas com flor que apresentam um número extra de pétalas, muito superior ao número usual para a espécie a que pertencem.

## Descrição
O carácter dobrado da flor ocorre quando uma parte ou todos os estames são substituídos por pétalas.
O carácter "flor doble" é denotado nas descrições e nos nomes científicos das variedades pelo uso da abreviatura fl. pl. (flore pleno, que significa "plena floração").  Esta foi a primeira anomalia morfológica a ser documentada nas flores e um dos caracteres mais populares procurados no desenvolvimento de variedade e cultivares de  plantas ornamentais, tais como a rosa, a camélia e o cravo.
Os cultivares com flor dobrada são em geral estéreis, pelo que devem ser multiplicados por propagação vegetativa, mediante estacas, enxertia e métodos similares. Nos raros casos em que tais cultivares produzem sementes, a descendência não é uniforme para o carácter de flor dobrada. 

## Galeria

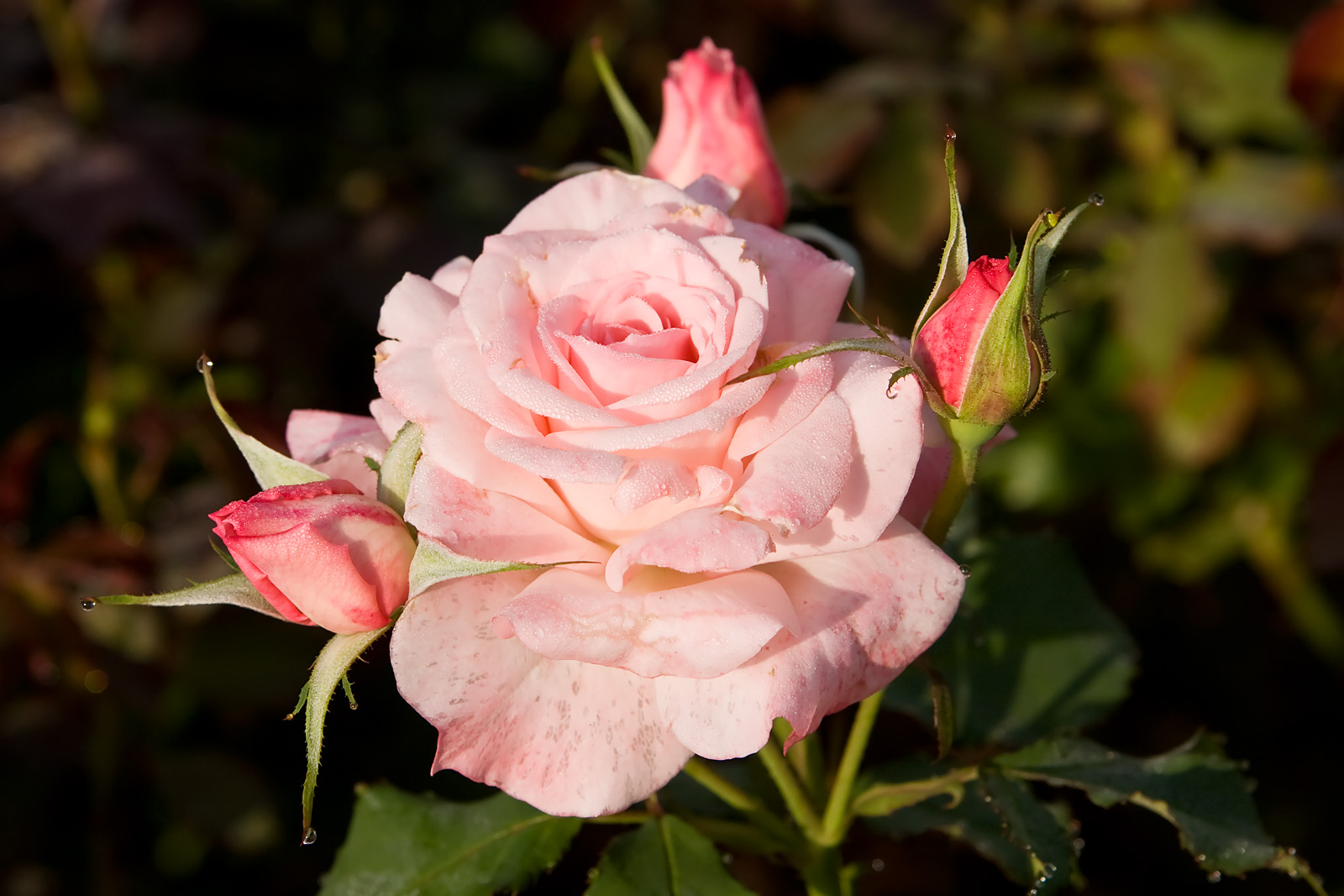
A maioria das rosas são de flor dobrada.
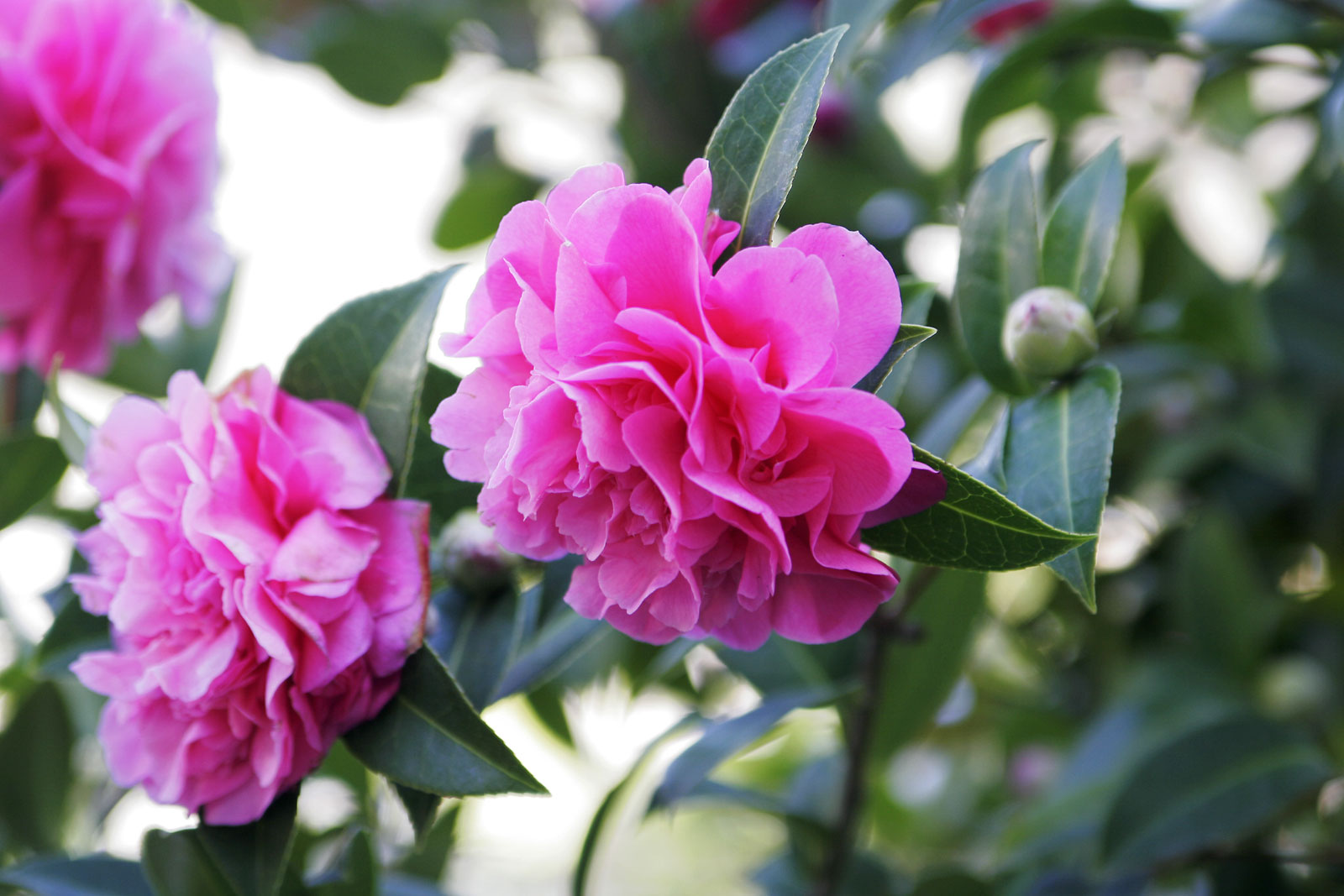
Camellia sp. de flor dobrada.
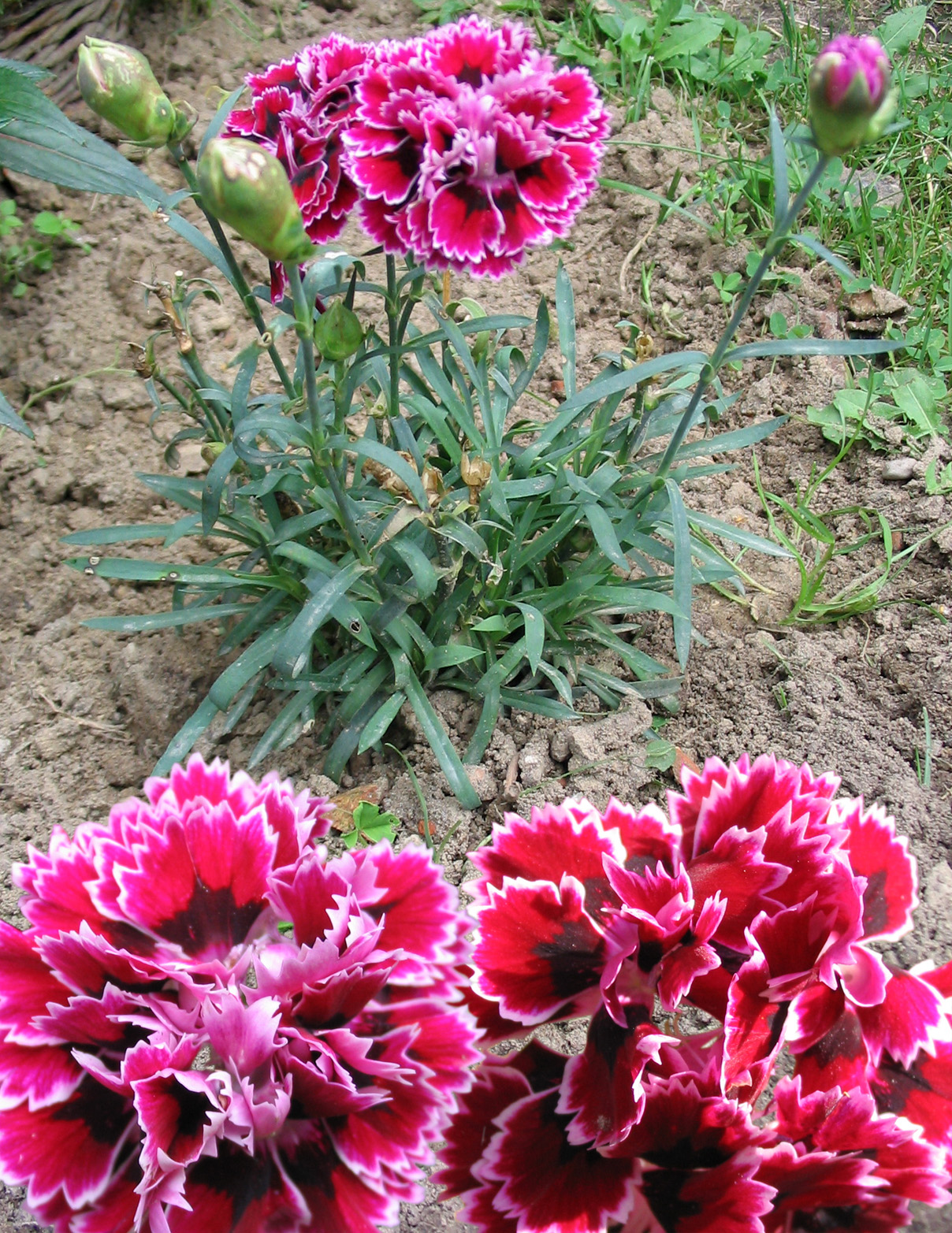
Dianthus caryophyllus (cravo) de flor dobrada.
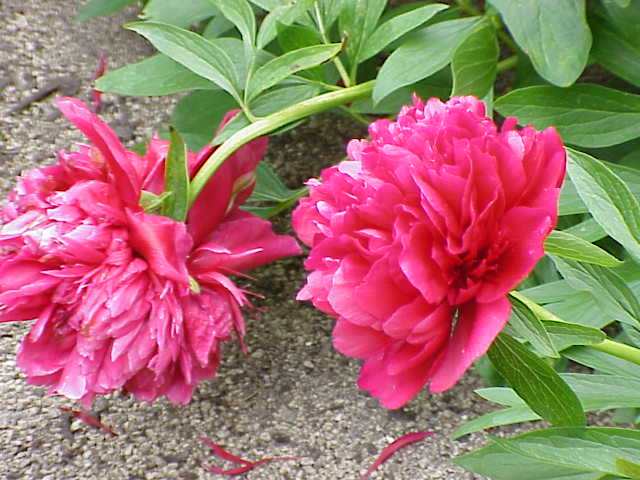
Paeonia officinalis (peónia) de flor dobrada.